# Cadillac Cimarron
Pour les articles homonymes, voir Cimarron.
La Cadillac Cimarron est une voiture compacte construite par Cadillac. Établie sur la plate-forme de type J de GM (Opel Ascona en Europe), elle est présentée le 21 mai 1981 pour l'année modèle 1982, elle est fabriquée jusqu'en 1988.
Bien que très éloignée des modèles habituellement proposés par la marque, la Cimarron est la première voiture internationale fabriquée par Cadillac ; elle est le précurseur de la Cadillac Catera des années 1990 et de la Cadillac BLS d'aujourd'hui.

## Origines
En mai 1981, GM présente sa voiture mondiale : la « J-car », une voiture compacte pesant moins de 1 200 kg, longue de 4,40 m, consommant moins de 10 litres aux cent kilomètres et produite aux États-Unis, en Europe et en Australie. Initialement prévu pour l’Opel Ascona, la Holden Camira, la Chevrolet Cavalier et la Pontiac J-2000 « Sunbird », le programme est étendu à l’Oldsmobile Firenza, la Buick Skyhawk et à la Cadillac Cimarron.
En effet, ce n’est qu’à la fin du développement du programme que les responsables de GM rattachent leur filiale de prestige de façon à satisfaire les normes CAFE sur la consommation moyenne d’essence des produits de la gamme.

## Nom du modèle
Lors de son introduction en 1981, le texte des brochures de vente originales associait le nom Cimarron à "courage, aventure et pionnier". Le nom a été choisi dans une liste comprenant la J2000 (utilisé sur le prédécesseur de la Pontiac Sunbird), Carmel, Cascade, Caville (mélange de "Cadillac" et "DeVille"), Envoy et Series 62 (prédécesseur de la Cadillac Calais). Pour 1982, la nomenclature de la marque était officiellement "Cimarron by Cadillac", bien qu'au départ le nom Cadillac n'apparaisse nulle part sur la voiture. Pour 1983, la plaque signalétique était simplement "Cadillac Cimarron".

## Définition technique
La Cimarron se caractérise par ses dimensions réduites et son moteur de faible cylindrée. C’est la plus petite voiture fabriquée par Cadillac depuis la Model M de 1909. C’est aussi la première voiture produite par Cadillac à moteur à 4 cylindres depuis la Cadillac Thirty de 1914. Enfin, c’est la première Cadillac proposée avec une boîte de vitesses mécanique depuis 1953.
Longue de 4,52 m, elle est large de 1,68 m et haute de 1,37 m. Son empattement est de 2,57 m. Son poids n’est que de 1 139 kg à 1 248 kg. Elle mesure 80 cm de moins et pèse 700 kg de moins que le modèle le plus « compact » de Cadillac, la Séville.
Son moteur est un 4 cylindres en ligne de 1 841 cm3 (89 x 74 mm) placé de façon transversale et qui développe 86 ch et offre 13,6 mkg de couple. C’est une traction et ses quatre roues sont indépendantes avec une suspension avant de type McPherson et une suspension arrière à bras tirés et ressorts hélicoïdaux. La direction est à crémaillère. Elle est disponible en série avec une boîte de vitesses manuelle, mais peut recevoir en option une boîte automatique.
La Cimarron n’existe qu’en berline, mais elle tient à offrir tout le confort traditionnel propre à Cadillac. Elle offre ainsi une sellerie cuir piqué (comme sur une Mercedes) et un toit ouvrant baptisé « Astroroof » en option. Son prix est fixé à 12 000 $.

## Carrière
Présentée en mai 1981, la Cimarron est « une nouvelle Cadillac pour de nouveaux propriétaires de Cadillac ». Avec une telle proposition, Cadillac se démarque considérablement de ses produits habituels. Pour ne pas rebuter la clientèle traditionnelle, la division ne baptise pas officiellement la nouvelle venue de son nom. Le badge apposé sur le couvercle de malle arrière signale qu’il s’agit d’une « Cimarron by Cadillac », non d’une Cadillac Cimarron… Le procédé avait déjà été utilisé lors du lancement de la Séville, mais il s’agissait alors de marquer l’excellence du produit. Dès la fin du lancement de la voiture, elle était devenue la Cadillac Séville. Pour la Cimarron, la mise à l’écart va durer trois ans ; ce n’est qu’en 1984 qu’elle intégrera le catalogue de la marque ! Néanmoins, la Cimarron trouve son marché. Les prévisions de production étaient de 15 000 exemplaires la première année ; elle atteint finalement 25 968 exemplaires, soit 11 % du volume des ventes de Cadillac.
Mais le moteur est à la peine pour le poids de la voiture, ce qui rend la Cimarron anémique, que ce soit avec la boite mécanique ou avec la boite automatique à 3 rapports. Il est remplacé par une version 2 litres du moteur Chevrolet au début de 1983. Le gain en puissance est cependant faible (2 ch de plus à 88ch), mais le chiffre rond de sa cylindrée le démarque des autres J-cars. Elle est par ailleurs proposée en version « d’Oro», une finition très luxueuse.
Mais l’effet de la nouveauté s’estompe. Alors que Cadillac connaît une hausse de ses ventes de 24 %, la Cimarron (affichée à 12 215 $) s‘effondre de 26 %, avec une production de 19 294 exemplaires seulement, soit 6,5 % du volume des ventes de Cadillac.
En 1984, les ventes remontent de 13 % et atteignent 21 898 exemplaires. La part de marché de la Cimarron (12 614 $) est de 7,3 % du volume des ventes de Cadillac.
Pour 1985, la Cimarron est fortement remaniée pour intégrer la gamme Cadillac de façon complète. La face avant reçoit une calandre au dessin similaire aux autres Cadillac, les pare-chocs sont redessinés et les feux arrière sont agrandis et ils débordent sur les côtés. Ces modifications portent la longueur à 4,52 m. Mécaniquement, elle peut recevoir un moteur V6 de 2,8 litres et 131 ch d’origine Chevrolet, en plus de son 4 cylindres. Son châssis est retravaillé pour lui apporter un comportement plus «européen ». Enfin, elle bénéficie d’un nouvel aménagement intérieur. Son prix est de 12 962 $. Sa production est de nouveau en baisse de 10 %, à 19 890 exemplaires, alors que les ventes de Cadillac augmentent de 11 %. Sa part de marché tombe ainsi à 5,9 % du volume des ventes de Cadillac.
En 1986, les ventes de la Cimarron (13 128 $) progressent de 23 %, avec une production de 24 534 exemplaires, alors que les ventes totales de Cadillac chutent de 15 % ; la Cimarron remonte ainsi à 8,7 % du volume des ventes de Cadillac.
En 1987, la Cimarron (affichée à 15 032 $) s‘effondre de 41 %, avec une production de 14 561 exemplaires seulement, soit 5,4 % du volume des ventes de Cadillac.
En 1988, le V6 devient le moteur de série. Le tarif est de 16 071 $. Mais la production ne dépasse pas 6 454 exemplaires.
La Cimarron n’est pas reconduite en 1989. Son éviction a été décidée dès 1986, à l’arrivée de John Grettenberger, le directeur général de la division, qui estime qu’elle ne correspond pas à l’image de la marque.

## Réception et héritage
La défaillance du marché de la Cimarron fait partie d'une série d'événements au cours des années 1980 et 1990, qui ont fait chuter la part de Cadillac sur le marché américain de 3,8% en 1979 à 2,2% en 1997.
- Le célèbre journaliste automobile Dan Neil a inclus la Cimarron dans sa liste 2007 des pires voitures de tous les temps, affirmant que "tout ce qui n'allait pas, était vénal, paresseux et mensonger à propos de GM dans les années 1980 s'est cristallisé dans cette insulte flagrante à la bonne réputation et aux bons clients de Cadillac"[5]. Il a ajouté que la Cimarron "a failli tuer Cadillac et reste sa plus grande honte"[5].
- Forbes a placé la Cimarron sur sa liste des "Flops de voitures légendaires", citant de faibles ventes, de mauvaises performances et le fait que la voiture "ne fonctionnait pas, venant d'une marque de luxe"[3]
- CarBuzz a appelé la Cimarron un "exemple de ce qui ne va pas quand un constructeur automobile essaie d'inscrire une voiture économique dans sa gamme de voiture de luxe"[3].
- L'auteur Hannah Elliott a déclaré que la Cimarron "n'attirait ni les fidèles partisans de Cadillac, qui appréciaient les puissants V8 et le luxe intérieur de Cadillac, ni les acheteurs qui favorisaient les marques de luxe européennes, dont les voitures surpassaient et surclassaient la Cimarron dans tous les sens"[6].
- CNN Money a décrit la Cimarron comme « à tous égards importants, une Chevrolet Cavalier, pour laquelle il faut payer des milliers de dollars de plus. En tout, ce n'était ni une bonne Cadillac ni un bon rapport qualité-prix. Aujourd'hui, les dirigeants de GM admettront volontiers que c'était une mauvaise idée »[7].
- Car and Driver a déclaré qu'un directeur de produit Cadillac subséquent, John Howell, a gardé une photo du Cimarron sur son mur sous-titrée: "N'oublions pas"[8].

Depuis le retrait de la Cimarron après l'année modèle 1988, Cadillac n'a pas produit de successeur direct à la gamme de modèles, passant du segment des compact premium à celui des voitures de direction compactes comme la Cadillac ATS et la Cadillac CT4 pour ses plus petites berlines.

## Ventes américaines annuelles
| Année modèle | Ventes totales |
| ------------ | -------------- |
| 1982         | 25,968         |
| 1983         | 19,194         |
| 1984         | 21,898         |
| 1985         | 19,890         |
| 1986         | 24,534         |
| 1987         | 14,561         |
| 1988         | 6,454          |